# 隐蔽共产主义
隐蔽共产主义（英語：Crypto-communism，也作cryptocommunism）是指对共产主义的秘密支持或崇敬。个人或团体常被贴上“隐蔽共产主义者”的标签，往往是因为他们与共产主义者有联系，或受到其影响。某些政治领导人中的隐蔽共产主义倾向，曾推动波罗的海国家的苏维埃化进程。

## 历史上的使用情况
1947年，温斯顿·丘吉尔将“隐蔽共产主义者”描述为：“一个没有道德勇气去说明自己的目标的人”。1949年，乔治·奥威尔在其去世前不久，为英国外交部下属的信息研究部整理出一份名单，列出他认为是隐蔽共产主义者或亲共产主义的同路人的38位记者和作家。
1960年，布鲁斯·哈奇森指出他所认为的隐蔽共产主义威胁，来自岸信介领导的日本自由民主党左翼。在西德，一些人指责维利·勃兰特领导的德国社会民主党是一个隐蔽共产主义的幌子。
《共产主义黑皮书》也将一些人物称为隐蔽共产主义者，例如达米扬·韦尔切夫和卢德维克·斯沃博达。